# Евридика I Македонска
Вижте пояснителната страница за други личности с името Евридика.
Евридика (на старогръцки: Εὐρυδίκη, Eurydike; * 410 г. пр. Хр.; † между 365 – 359 г. пр. Хр.) е от 390 до 370 г. пр. Хр. царица на Древна Македония като съпруга на цар Аминта III. Тя е майка на трима македонски царе Александър II, Пердика III и Филип II, бащата на Александър Велики.
Евридика произлиза от царската фамилия на Линкестида, близо до Преспанско езеро. Дъщеря е на Сирас, илирийски принц-регент в Линкестида, в Горна Македония, и по майчина линия е внучка на цар Архабай I от Линкестида, чийто род Бакхиади (Βακχιάδαι, Bakchiadai) произлиза от Коринт.
Около 393 г. пр. Хр. тя се омъжва за цар Аминта III († 370 г. пр. Хр.) от династията Аргеади. Аминта е бил женен вече за роднината си Гигая, която скоро след женитбата им загубва ролята си на главна жена. Също и тримата сина на Гигая не се смятали за наследници на трона.
Освен на Александър, Пердика и Филип тя е майка и на дъщеря Евриноя, която се омъжва за македонския благородник Птолемей I Алорит.
Според Юстин Евридика искала да убие Аминта, за да постави на трона зет си и любовника си Птолемей I Алорит. Но Евриноя издава плана на баща си и така не се стига до убийството. Аминта не я убива, заради децата им.
Според Плутарх Евридика се опитала на стари години да се научи да чете. Тя умира по времето на управлението на Пердика III. По-късно Филип II поставя статуя на майка си в Светилището на Зевс към Олимпия.